# 스트레이트 스토리
《스트레이트 스토리》(영어: The Straight Story, 영어: the Straight story로 표현)는 데이비드 린치가 연출한 미국의 1999년 전기 로드 드라마 영화이다. 이 영화의 줄거리는 실화에 바탕했다.
1999년 제52회 칸 영화제 황금종려상 경쟁작이었으며, 제72회 아카데미상에서 리처드 판즈워스가 남우 주연상 후보에 올랐다.
대한민국에서는 2001년 12월 1일에 개봉했다.

## 줄거리
발달 장애인 딸과 함께 아이오와에서 사는 73살 앨빈 스트레이트 노인이 쓰러진다. 보행기를 착용하라는 진단이 내려지지만 스트레이트 노인은 이를 거부한다. 얼마 후 오해 때문에 연락을 끊었던 형이 위독하다는 소식이 전해진다. 스트레이트 노인은 당뇨와 폐기종을 앓고 있고 무엇보다도 노안 때문에 운전면허를 잃은 상태이다. 그럼에도 스트레이트 노인은 낡은 잔디깎이 기계에 트레일러를 달아 캠핑용 트랙터를 만들고, 거기에 소시지와 장작을 가득 싣고 형을 만나러 위스콘신으로 떠난다.

## 출연진
- 리처드 판즈워스 - 앨빈 스트레이트 역
- 시시 스페이섹 - 로즈 스트레이트 역
- 해리 딘 스탠턴 - 라일 스트레이트 역
- 에버렛 맥길 - 톰 역
- 케빈 팔리 - 해럴드 올슨 역
- 제인 갤러웨이 - 도러시 역
- 조지프 A. 카펜터 - 버드 역
- 도널드 위거트 - 시그 역

## 우리말 녹음
KBS 성우진
- 김계원 - 앨빈 스트레이트(리처드 판즈워스)
- 손정아 - 로즈(시시 스페이섹)
- 최흘
- 정민희
- 조달호
- 유민석
- 나수란
- 김규식
- 박은숙
- 임은정
- 이호인
- 윤병화
- 장승길